# 吉田正樹
吉田 正樹（よしだ まさき、1959年〈昭和34年〉8月13日 - ）は、日本のテレビプロデューサー、演出家。
吉田正樹事務所代表取締役。ワタナベエンターテインメント代表取締役会長。

## 人物
兵庫県姫路市出身。兵庫県立姫路西高等学校、東京大学法学部卒業。東大法学部の同期には元M&Aコンサルティング代表の村上世彰や自由民主党所属の衆議院議員である林芳正などがいる。
フジテレビにて在職中はゼネラルプロデューサー、編成制作局バラエティ制作センター部長、第二編成部企画担当部長、バラエティ制作センターライン部長等を歴任し、SBIホールディングスインキュベーション部ライン部長待遇を兼務した。3代目いいとも青年隊（スタッフ隊）のメンバーでもあった。

## 略歴
株式会社吉田正樹事務所代表として、映画・テレビ・舞台・WEBコンテンツの企画制作を行う。また、株式会社ワタナベエンターテインメント会長、SBIホールディングス株式会社取締役、Klab株式会社社外取締役を務める。
- 1959年生まれ。兵庫県姫路市出身。
- 中学校時代は剣道部、高等学校時代は弁論部、大学時代は落語研究会の各クラブ活動に在籍。
- 東京大学法学部卒業。
- 1983年4月 - 三井物産の内定を蹴ってフジテレビ入社。当初の配属先はスポット営業部。関西支社を担当。松下電器産業、ハウス食品、江崎グリコなど担当
- 1984年7月 - かねてからやりたかったバラエティ制作に志願して、編成局第二制作部に異動。横澤彪班に所属し『オレたちひょうきん族』で三宅恵介、佐藤義和、荻野繁等のひょうきんディレクターズに仕える。不遇の時期もあったが、1985年9月30日から半年間、『森田一義アワー 笑っていいとも!』で「いいともスタッフ隊」の一員としてレギュラー出演。『ひょうきん族』のチーフAD時代に「ひょうきん懺悔室」のコーナーで水をかぶっている様子は、『オレたちひょうきん族』DVDにも収録されている。
- 1985年10月 - 『冗談画報』でAD→ディレクター。この番組でウッチャンナンチャンと出会い、初めて演出を行なう。
- 1989年 - 『夢で逢えたら』ディレクター。ウンナン、ダウンタウンと流れを作る。『夢の中から』、『ウッチャンナンチャンの誰かがやらねば!』、『ウッチャンナンチャンのやるならやらねば!』のディレクターを歴任。
- 1992年 - 『新しい波』でプロデューサーへ昇格、翌1993年には『やるやら!』の2代目プロデューサー（ディレクター兼務）に就任。その後、片岡飛鳥と共に『とぶくすり』をプロデュース。ナイナイ、よゐこ、極楽、本田、光浦と流れを作った。
- 1993年 - 『やるならやらねば』が、収録中の事故が原因で放送打ち切りとなり、『殿様のフェロモン』プロデューサーを経て、翌1994年に編成部に異動。『SMAP×SMAP』や、『めちゃ2モテたいッ!』、『めちゃ2イケてるッ!』、『LOVE LOVEあいしてる』、『27時間テレビ』などバラエティ番組の編成を担当。
- 1998年10月 - 『笑う犬の生活 －YARANEBA!!－』で制作部に復帰。主にバラエティ番組のプロデューサー・チーフプロデューサーを歴任。
- 2003年6月 - 第二制作部企画担当部長に就任。『トリビアの泉』などを制作。
- 2005年6月 - SBIホールディングスインキュベーション部兼務。
- 2006年6月 - バラエティ制作センターライン部長に昇進、同時にデジタルコンテンツ局デジタル企画室「放送と通信の連携プロジェクト」と兼務に。アイドリング!!!ゼネラルプロデューサー。
- 2007年1月 - 爆笑レッドカーペットを企画制作。
- 2007年12月 - M-1関連ブログがアメーバニュースに紹介される。
- 2009年 - 1月1日付でフジテレビ退職。株式会社吉田正樹事務所を設立。株式会社ワタナベエンターテインメント会長に就任。
- 2010年1月 - 初の著書「怒る企画術!」を上梓。
- 2010年7月 - SBIホールディングス株式会社取締役に就任
- 2010年7月 - 26年間のフジテレビ時代を述懐した著書「人生で大切なことは全部フジテレビで学んだ　〜『笑う犬』プロデューサーの履歴書〜」を出版
- 2011年 - 映画「聯合艦隊司令長官　山本五十六-太平洋戦争70年目の真実-」「もし高校野球の女子マネージャーがドラッカーの『マネジメント』を読んだら」をプロデュース。Twitterと連動した放送番組「さすらう犬の種まき(TOKYO MX)」。「ネスレアミューズ」WEB番組「いつもココロに太陽を」などの番組コンテンツ制作を開始。
- 2012年 - 脚本・演出立川志らく「立川談志追悼公演　演劇らくご『談志のおもちゃ箱』〜ヴェニスの商人　黄金餅後日談〜」などをプロデュース。
- 2013年 - 「踊る大捜査線シリーズ」を手掛けた本広克行監督など著名監督作品をYouTube上で無料公開する新しいインターネットコンテンツ「ネスレシアターon YouTube」(全11作品)を企画。「演劇らくご　『死神が舞い降りる街』」などをプロデュース。
- 2014年 - 高田文夫が立会人を務め、立川志らく、浅草キッド、爆笑問題が出演する「下北沢　男の子まつりSP」等をプロデュース。
- 2014年4月- 立教大学全学共通カリキュラム講義「日本のコンテンツ産業は世界に通用するか〜 クールジャパンを考える〜」（全14回）を実施(4月16日-7月16日）。毎週様々なジャンルで活躍するゲストを招き、コンテンツ業界の現状把握と未来の展望について講義。
- 2014年 - ネスレアミューズよりGACKTが出演のWEB番組「GACKTなゲーム!?ガメ先手ル！-ガメセンテル-」をプロデュース。
- 2015年5月 - 立教大学で行われた全14回の講義が一冊に再構築された著書「メディアのリアル」を出版。
- 2015年 - 立川志らく三十周年記念 第二弾「志らく極楽寄席」、第三弾「THE NICHIDAI」のプロデュース、企画を手がける。
- 2015年 - インターネットコンテンツ「ネスレシアター on YouTube」より「踊る大宣伝会議、或いは私は如何にして踊るのを止めてゲームのルールを変えるに至ったか。Season2」を企画。
- 2016年 - 「ADVERTISING WEEK ASIA」に登壇。
- 2016年 - 「Internet Celebrity Summit 2016」に登壇。
- 2016年 - インターネットコンテンツ「ネスレシアター on YouTube」より「踊る大空港、或いは私は如何にして踊るのを止めてゲームのルールを変えるに至ったか。」を企画。
- 2016年 - エンターテイメント分野でのスタートアップ企業を表彰・支援する「START ME UP AWARD 2016」の最終審査員を務める。
- 2016年 - HUITMORE（ユイモア）株式会社 取締役会長に就任
- 2017年 - 株式会社キッチハイク 社外取締役に就任

## 人物
ウッチャンナンチャンと親交が深く、内村光良とは、お笑い番組におけるコント志向の部分で意気投合しており、吉田プロデュース番組での単独起用が目立つ。
夫人はワタナベエンターテインメント代表取締役社長、その持株会社である渡辺プロダクション代表取締役会長であり、創業者の渡辺晋・美佐夫妻の長女である渡辺ミキ。フジテレビとナベプロは太いパイプを持つが、吉田と渡辺の結婚生活はこれを象徴しているとされている。
このことを「明石家さんまの春のフジテレビ大反省会」や「めちゃ2イケてるッ!」などで触れられ、旧知の吉田が部長になっていることを知った明石家さんまからは「嫁の力で出世しやがって。お前ナベプロの看板で出世しとるやないか!」などといじられていた。このため、「めちゃ²イケてるッ!」2004年12月4日放送「フジTV警察'04 密着24時!! 逮捕の瞬間100連発」でギター侍刑事として参加したナベプロ所属の波田陽区が斬れなかった人物の一人でもある。
ゲームボーイ用ゲームソフト「笑う犬の冒険GB」で、吉田を模した似顔絵で本人役で出演している。
フジテレビのマスコットキャラクター「ラフくん」の原案者のひとりでもある。

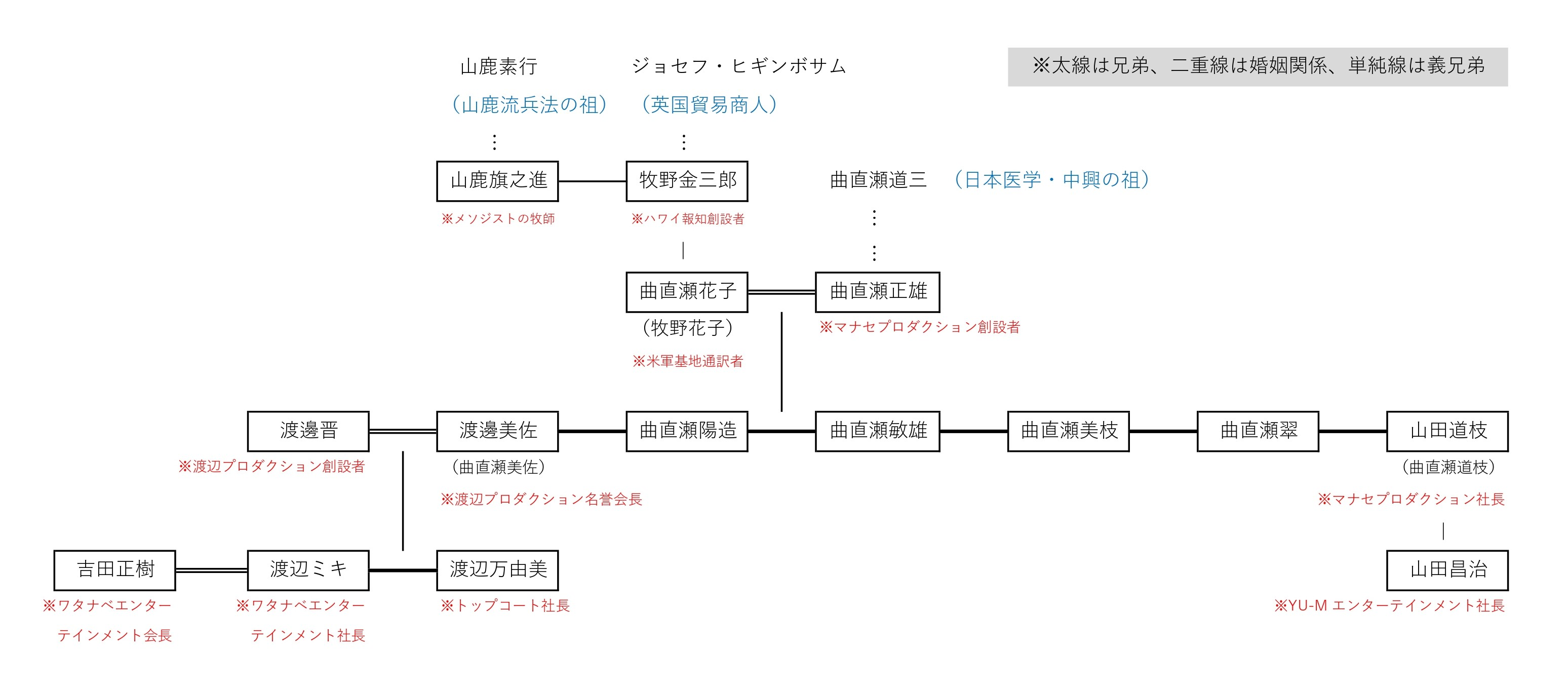
渡辺家 家系図

## 担当番組
- 吉田木村の漢（おとこ）塾〜各界のプロを招いて平成修行道を説く〜(目黒FM、2013年10月28日 - )[3]

## 講演・講師
- ad:tech tokyo / ad:tech kyushu(キーノート) / ADVERTISING WEEK ASIA/東京企画構想学舎 / 事業構想大学院大学 / 京都大学経営管理大学院 / 日本大学芸術学部 / (株)日テレアックスオン / (株)共同テレビジョン / (株)ディ・コンプレックス / 立教大学　など多数。

## 手がけたテレビ番組

### ディレクター
- オレたちひょうきん族（AD）
- 森田一義アワー 笑っていいとも!（AD→ディレクター）
  - 笑っていいとも!増刊号
- タケちゃんの思わず笑ってしまいました（AD）
- テレビくん、どうも
- 冗談画報（1987年 - 1988年）
- 女はダバダ…
- FNSスーパースペシャル1億人のテレビ夢列島（第2回チーフディレクター、プロデューサー）
  - 平成教育テレビ
  - 27時間テレビ（後にプロデューサーを担当）
- 夢で逢えたら
- 夢の中から
- ウッチャンナンチャンの誰かがやらねば!
- ウッチャンナンチャンのやるならやらねば!（ディレクター→2代目プロデューサー（ディレクター兼務））
- FNS番組対抗NG大賞

### プロデューサー
- 新しい波（新しい波8監修）
- とぶくすり（初代プロデューサー）
- 殿様のフェロモン（後の特番は「殿様のフェラーリ」）
- 年忘れソバ喰ってもちスペシャル しっかりせなあかんて!（1993年 - 1994年放送の年越し特番）
- ゲッパチ!UN アワーありがとやんした!?
- チノパン（月曜日）
- エブナイMonday
  - エブナイSATRSDAY
- 平成日本のよふけシリーズ
- 愛の勝ち組×恋の負け組
  - アイ×カチ
- 感じるジャッカル
- アヤパン（月曜日）
- 細木数子春の人生ダメ出しスペシャル!（2004年4月7日21:00〜21:54）
- 感じるジャッカル

#### ネプチューン
- ネプフジ
- 空飛ぶ!ネプTビビ
- 笑う犬シリーズ（「冒険」までプロデューサー、「発見」からチーフプロデューサー）
- 力の限りゴーゴゴー!!（後にチーフプロデューサー）
- NEPTUNEPRESENTS 日本列島元気満点! 力あわせてゴーゴゴー!!（チーフプロデューサー）

#### 企画
番組プロデューサーでも「企画」名義でクレジットされている。
- やしがにのウインク
- 千枚CD
- ラグ&ピース
- カスペ!「細木数子の人生ダメだし道場PART-2〜あなたは何故生きるのか？〜」（2004年8月17日19:00〜20:54、JST）
  - 細木数子の人生ダメ出し道場（2004年10月20日19:00-20:54、JST）
- たけし&マチャミの世界に誇る日本の技術に驚いてみませんか？SP （2004年9月30日22:00~23:24、JST）
- 井の中のカワズ君
- カワズ君の検索生活
- フジテレビ開局50周年特別企画第二夜「バラエティルーツの旅・あなたがいたから僕がいる 半世紀大感謝祭』（2009年2月28日、企画）

#### 総合プロデューサー
- 本能のハイキック!
- 次世代の笑い ポスト（チーフプロデューサー）
- 20世紀の黄金バラエティ大全集（2000年大晦日放送）
- お台場明石城（出演も。名義は、若年寄）

#### 制作
番組プロデューサーでも「制作」と呼ばれることがある（ゼネラルプロデューサーに相当）。
- ザ・ジャッジ! 〜得する法律ファイル
  - ザ・ジャッジEX
- みのもんたのSOSシリーズ
- 登龍門F
  - 登龍門
  - 登龍門ヒットパレード（2005年4月2日放送）
  - お笑い登龍門ガッハ
- F2-X（2004年10月放送〜、笑う!通販等）
  - F2スマイル
- 幸せって何だっけ 〜カズカズの宝話〜
- 23 SATURDAY DREAM SHOW
- 上海ルーキーSHOW
- くるくるドカン〜新しい波を探して〜
- ザ・ヒットパレード〜芸能界を変えた男・渡辺晋物語〜（2006年5月26日、27日）
- Dのゲキジョー〜運命のジャッジ〜
- 独占!金曜日の告白
- トリビアの泉 〜素晴らしきムダ知識〜
- ネプリーグ
- さんま・福澤のホンマでっか!?ニュース
- アイドリング!!!
- 新春かくし芸大会（2002年大会はプロデューサー、2003年大会は総合監修、2005年以降は制作を担当。1985年〜2001年は演目担当のディレクターやプロデューサーだった）
- 初詣!爆笑ヒットパレード
- 爆笑レッドカーペット
- 爆笑ピンクカーペット
- 理由ある太郎

## 元・吉田正樹班
かつては、フジテレビバラエティ制作センターの最大派閥だった。
- 朝妻一（あさづま・はじめ）
フジパシフィック音楽出版の朝妻一郎会長の息子。笑う犬の冒険「アナウンサー学校」の準レギュラー（AP朝妻）で、深夜番組「トーキョープラズマボーイズ」で初プロデューサー。「ネプリーグ」APを経て、「幸せって何だっけ 〜カズカズの宝話〜」プロデューサー。「爆笑レッドカーペット」プロデューサー。

- 宮道治朗
「トリビアの泉 〜素晴らしきムダ知識〜」、「ネプリーグ」、「幸せって何だっけ 〜カズカズの宝話〜」、「Dのゲキジョー〜運命のジャッジ〜」のチーフプロデューサー。「ザ・ジャッジ!〜得する法律ファイル」（「ザ・ジャッジEX」）と2002年・2003年には新春かくし芸大会と27時間テレビの総合演出を担当。

- 山本布美江

- 朝倉千代子（現 株式会社アルファ・グリッド代表取締役）
笑う犬シリーズ、「感じるジャッカル」、「平成日本のよふけ」、「ネプリーグ」AP。「お台場明石城」プロデューサー。

- 藤沼聡
入社時はワイド制作部（現 情報制作局情報制作センター）、笑う犬シリーズAD、お笑い登龍門スーパーバイザー、ネプリーグプロデューサー。

- 原武範（当時 アズバーズからの出向、現 Platform,inc）制作部復帰以来の部下
- 木村剛 （トリビアの泉演出）、カワズ君演出
- 塩谷亮（トリビアの泉演出 アイドリング!!!演出）
- 有川崇（現 株式会社アルファ・グリッド。ザ・ジャッジ 平成日本のよふけ 笑う犬の冒険 Dのゲキジョー）
- 蜜谷浩弥（井の中のカワズくん アナログ ショーパン）
- 藪木健太郎（現 共同テレビジョン第2制作部演出・プロデューサー。第38回、第40回初詣!爆笑ヒットパレード、爆笑レッドカーペット、爆笑ピンクカーペット演出）
- 片岡飛鳥（元 編成局制作センター第2制作室チーフゼネラルプロデューサー。めちゃイケ総監督）
- 小松純也（元 共同テレビジョン第2制作部長、プロデューサー。笑う犬、平成日本のよふけ演出、バラエティー製作センター副部長を歴任）
- 栗原美和子（元 共同テレビジョンドラマプロデューサー）
- 門澤清太（クリエイティブ事業局プロデューサー。アイドリング!!!プロデューサー兼総合演出、人志松本のすべらない話プロデューサー）
- 伊藤征章（現 フジクリエイティブコーポレーション）
- 江本薫
- 小仲正重（ネプリーグ、バイキングチーフプロデューサー、コンバット演出）
- 谷口大二（めちゃイケ班へ異動）
- 小倉伸一（SMAP×SMAPディレクター、2007年27時間テレビ総合演出）
- 武田誠司（くるくるドカン、井の中のカワズくん、カワズくんの検索生活ディレクター、ホンマでっかTV演出）
- 中附智貴（1976年-）
「笑う犬の発見」で初登場でいきなり熱湯に入り、「フジテレビ警察24時」早朝の検挙で毎回叩き起こされるAD。「トリビアの泉 〜素晴らしきムダ知識〜」検証VTRにも出演中。「新春かくし芸大会2005」制作進行、日本テレビのガガガガガレッジセールの制作進行を担当。

## イベント
- お台場冒険王「DRAGON GATE お台場毎日プロレス」（プロデューサー）
- 下北沢男の子まつりSP-吉田正樹プロデュース第一弾 落語と漫才-(2014年5月5日、本多劇場)
- -吉田正樹プロデュース第二弾 落語と音楽-（2014年5月6日、本多劇場）
- 演劇らくご芝浜-吉田正樹プロデュース第三弾 落語と演劇-（2014年5月30日 - 6月15日、池袋シアターグリーンBIG TREE THEATER）

## 著書
- 「怒る企画術！」（KKベストセラーズ、2010年1月）
- 「人生で大切なことは全部フジテレビで学んだ　〜『笑う犬』プロデューサーの履歴書〜」（キネマ旬報社、2010年7月）
※同書には、吉田が薫陶を受けた元フジテレビ「ひょうきんプロデューサー」こと横澤彪（2011年1月8日死去）との対談が収録されている
※2010年12月にiPhone、iPad、iPod touch用アプリ「人生で大切なことは全部フジテレビで学んだ【増補改訂版】」のタイトルで電子書籍化された
- 「メディアのリアル」（プレジデント社、2015年5月）

共著
- 「天才でない君たちは『ひらめき』に頼るな、『論理』を手に進め。」（中経出版、2012年11月）※津田久資との共著